# Luis Cáceres Velásquez
José Luis Cáceres Velásquez (Juliaca, 27 de diciembre de 1930-Arequipa, 25 de junio de 2021) fue un político peruano. Fue congresista de la república durante el período 2000-2001. Además, fue 2 veces alcalde de Arequipa y alcalde de la provincia de San Román en 3 ocasiones.

## Biografía
Nacido en el distrito de Juliaca, ubicado en el departamento de Puno, el 27 de diciembre de 1930. Fue hijo de Enrique Cáceres Gonzales y de Juana Velásquez García. Era hermano de los ex-congresistas Roger Cáceres Velásquez y Pedro Cáceres Velásquez.
Realizó sus estudios primarios en el Colegio San Román de Juliaca y los secundarios en el Colegio San Francisco de Asís de Arequipa.
Entre 1949 y 1980 trabajó en la Compañía Enrique P. Cáceres S.A., llegando a ser Gerente.[cita requerida]

## Vida política
Se inicia políticamente en el Frente Nacional de Trabajadores y Campesinos donde fue cofundador junto a sus hermanos.

### Alcalde de San Román
Su carrera política se inicia en las elecciones de 1963, donde fue elegido como alcalde de la provincia de San Román por el Frenatraca para el periodo municipal 1964-1966. Culminando su gestión, fue reelegido en 1967 hasta 1970.
Postuló a la Cámara de Diputados en las elecciones parlamentarias de 1980 sin tener éxito.

### Alcalde de Arequipa
En las elecciones de 1986, Cáceres fue elegido como alcalde de Arequipa para el periodo 1987-1989 y reelegido en las elecciones de 1989 para el periodo 1990-1992.
Para las elecciones municipales de 1992, fue candidato a la Alcaldía de Lima por Perú al 2000 - Frenatraca, sin embargo, quedó en 2.º lugar de las preferencias tras la reelección de Ricardo Belmont. Luego, fue candidato presidencial en las elecciones generales de 1995 donde tampoco tuvo éxito tras la reelección de Alberto Fujimori, donde Cáceres fue opositor a su gobierno.

### Congresista de la República
Para las elecciones parlamentarias del año 2000, Cáceres decidió postular nuevamente al Congreso de la República como miembro del Frente Popular Agrícola del Perú (FREPAP) de Ezequiel Ataucusi. Culminando los procesos, logró ser elegido, con 45,539 votos, junto a su hijo Roger Cáceres Pérez para el periodo parlamentario 2000-2005.
Luego de ser elegido congresista, Cáceres Velásquez sorpresivamente se pasó a las filas de Perú 2000, partido de Alberto Fujimori, como tránsfuga al igual que su hijo quien también fue elegido congresista en medio de polémicas. Esto se debió a que Cáceres había recibido $ 25.000 de manos del exasesor presidencial Vladimiro Montesinos. Al juramentar al cargo, Cáceres fue criticado por la oposición y bañado en monedas.
Durante su labor parlamentaria, fue presidente de la Comisión de Industria, Comercio y Servicios para el periodo 2000-2001.
En noviembre del 2000, su cargo parlamentario fue reducido hasta el 2001 tras la publicación de los Vladivideos y la renuncia de Alberto Fujimori a la Presidencia de la República mediante un fax.

### Regreso a la política
En las elecciones regionales del 2010, volvió a la política como candidato al Gobierno Regional de Arequipa por Decide, sin embargo, su candidatura fue tachada de la carrera electoral. Luego, sea afilió en diciembre del 2010 al partido Cambio Radical y volvió a postular al Congreso de la República en las elecciones parlamentarias del año 2011, donde no tendría éxito.
Su última participación en la política fue en las elecciones municipales del 2014, donde fue nuevamente candidato a la alcaldía de Arequipa por Vamos Perú y logrando el cuarto lugar de las preferencias.

## Controversias

### Condena por delitos
En julio del 2018, fue sentenciado a 4 años de cárcel por el delito contra la fe pública en la modalidad de falsificación de documentos. Además, de pagar una reparación civil de 2 mil soles y la inhabilitación para el ejerce un cargo público por 2 años. Sin embargo, debido a su edad avanzada, Cáceres Velásquez llegó a un acuerdo con la representante de Ministerio Público para que los 4 años sean convertidos en 205 jornadas de servicio a la ciudad.

## Fallecimiento
El 25 de junio del 2021, Luis Cáceres Velásquez falleció a los 90 años en su natal Arequipa tras ser víctima de la COVID-19. Fue homenajeado por el alcalde de Arequipa, Omar Candia Aguilar y en su participación entregó una diploma y medalla de la ciudad en reconocimiento del trabajo que desempeñó en los dos periodos que ejerció como autoridad.